# Hakea eriantha
Hakea eriantha är en tvåhjärtbladig växtart som beskrevs av Robert Brown. Hakea eriantha ingår i släktet Hakea och familjen Proteaceae. Inga underarter finns listade i Catalogue of Life.